# Eastmain (Nation crie)
Eastmain est une Nation crie du Québec au Canada. Ses membres vivent principalement dans le village cri d'Eastmain dans le Nord-du-Québec et dans la terre réservée crie du même nom qui l'entoure. En 2016, elle a une population inscrite totale de 876 membres.

## Géographie
La Nation crie d'Eastmain vit principalement sur la côte est de la baie James dans le Nord-du-Québec au Québec. Elle possède le village cri d'Eastmain et la terre réservée crie du même nom. Le village est sous juridiction provnciale tandis que la terre réservée est sous juridiction fédérale. Les villes importantes situées les plus près sont Rouyn-Noranda et Val-d'Or.

## Démographie
Les membres de la Nation crie d'Eastmain sont des Cris. En octobre 2016, celle-ci avait une population inscrite totale de 876 membres dont 45 vivaient hors réserve. Selon le recensement de 2011 de Statistiques Canada, l'âge médian est de 23,9 ans.

## Gouvernement
La Nation crie d'Eastmain est gouvernée par un conseil de bande élu selon le système électoral des Cris et des Naskapis basé sur la Loi sur les Cris et les Naskapis du Québec. Pour le mandat de 2015 à 2019, ce conseil est composé du chef Kenneth Cheezo, du vice-chef Emily Whiskeychan et de trois conseillers.

## Langue
Les Cris parlent le cri, une langue algonquienne faisant partie du même continuum linguistique que les langues innu-aimun et atikamekw. Selon le recensement de 2011 de Statistiques Canada, 86,4% des membres de la Première Nation d'Eastmain ont une langue autochtone encore comprise en tant que langue maternelle, 90,3% parlent une langue autochtone à la maison et 92,2% connaissent une langue autochtone. En ce qui a trait aux langues officielles, 22,7% connaissent les deux, 62,3% connaissent seulement l'anglais et 14,9% en connaissent aucune.